# Almandin
Az almandin (vas-alumínium nezo-szilikát) a IV. ásványosztályon, a szilikátokon  belül az önálló gránátcsoport ásványegyüttesébe tartozik.  Szabályos kristályrendszerben rombos formában jelenik meg. Esetenként szálkásan szennyezett. Gyakoriak a dodekaéderes, 24 lapú trapezoéderes, 48 oldalú hexoktaéderes fenn-nőtt kristályokban és tömeges formában apró kristályszemekben is előfordul. Szépen fejlett kristályait ékszerkőnek is használják.

## Nevének eredete
Elnevezése az Kis-Ázsiában található ókori Alabanda város nevéből ered, mely a Római Birodalom része volt, ma Törökország. Plinius a Naturalis Historia című munkájában Carbunculus alamandidicus néven említi.

## Kémiai összetétele
- Oxigén (O) = 38,6%
- Vas (Fe) = 33,7%
- Szilícium (Si) = 16,9%
- Alumínium (Al) = 10,8%

## Keletkezése
Kontakt metamorf formában gyakran gránithoz kötődően keletkezik. A metamorf képződésben sokszor különféle palákhoz kapcsolódik. Hasonló ásvány a pirop.

## Előfordulásai
Több centiméter nagyságú kristályai is előfordulnak. Ausztria területén Zillertalban. Németországban a Harz-hegységben, Olaszországban a Comói-tó környékén, valamint Szíria területén. Svédországban, az Amerikai Egyesült Államokban Colorado, 
Michigan, Pennsylvania és Alaszka államokban. Ausztrália déli területén. Srí Lanka szigetén, Madagaszkár szigetén és Brazília területén és Magyarország területén is előfordulhat a Börzsönyben.